# Claudia Fontán (actriz)
Claudia Fontán  fue una primera actriz argentina con una amplia trayectoria en cine, radio, teatro y televisión.

## Carrera
Exclusiva actriz de los radioteatros en las primeras décadas del siglo XX, actuó por Radio Belgrano en pareja con Pedro Laxalt durante 1952.
En teatro integra la "Compañía de Espectáculos Cómicos Pablo Palitos" junto a Gloria Zuazo, Miguel Ligero, Patricio Ascarate, Ernesto Saracino, Elda Dessel, Edith Gaute y Gloria Ferrandiz. En la década del '50 ya dirigía su propia compañía teatral con la que presentó decenas de obras. Junto a Juan Vehil presentaron en la ciudad santafecina de Rosario la obra Contigo...pan y... visión....
En la pantalla chica tuvo algunos protagónicos como en la telenovela Silvia Villar, doctora (1953) junto con Hugo Chemin y Sergio Malbrán, que fue el primer programa para televisión que hizo Nené Cascallar, autora de larga trayectoria en radioteatro. Otras fueron  Recuerdos de Claudia (1953) en la que compartió pantalla con Hugo Chemín, Elba Mania, Fina Suárez y Américo Sanjurjo; Las campanas de Santa María (1954); y en  el Ciclo de Teatro Universal (1954) en las que actuó en obras como Anoche me casé con usted, doctor junto a Iván Grondona, y La esposa constante nuevamente con Fernando Heredia, Américo Sanjurjo y Lucía Dufour.
En el cine trabajó en la película Paula cautiva (1963), dirigida por Fernando Ayala, con Susana Freyre, Duilio Marzio, Fernanda Mistral, Lautaro Murúa y Leonardo Favio.
Estuvo en pareja por varios años con el dramaturgo Vito de Martini a quien conoce en 1956.
Su nombre no está relacionado con el de otra actriz más contemporánea que lleva su mismo nombre, Claudia Fontán (1966-).

## Filmografía
- 1963: Paula cautiva.

## Televisión
- 1953: Silvia Villar, doctora.
- 1953: Recuerdos de Claudia (o Recuerdos de Silvia)
- 1954: Ciclo de Teatro Universal.
- 1954: Las campanas de Santa María, de Elsa Martínez.
- 1955: Chinelas, dirigida por Miguel de Calasanz, junto a Américo Sanjurjo, Enrique Fava y Ricardo Castro Ríos.

## Teatro
- 1950: La loca del Chaillot, junto con el conjunto del teatro independiente La Máscara.
- 1953: Detective, estrenado en el Teatro Politeama.
- 1956: Esta es mi familia, con Nicolás Fregues, Francisco Álvarez y Héctor Coire.
- 1959: Celos..y algo más, en el Teatro Carpa Belgrano, en un elenco en la que se incluía a Ricardo Lavié, Carmen Pomés, Mecha López, Edgardo Cané, Enrique Germán, Matías Matienzo, Sara Giménez, Manuel A. Vera y Juan Esparrach
- 1960: Contigo... pan y... visión... de Pierre Barillet y Jean Pierre Grédy.
- 1967: La guitarra del diablo, con Enrique Dumas, Margarita Corona, Julio Gini, Pascual Nacaratti, Claudio Rodríguez Leiva, Guillermo Araujo y José Ruzo, entre otros.